# Црнац (Славонија)
Црнац је насељено место и седиште општине у Вировитичко-подравској жупанији, Република Хрватска.

## Историја
До територијалне реорганизације у Хрватској налазио се у саставу бивше велике општине Ораховица.

## Становништво
На попису становништва 2011. године, општина Црнац је имала 1.456 становника, од чега у самом Црнцу 494.

## Попис1991.
На попису становништва 1991. године, насељено место Црнац је имало 777 становника, следећег националног састава:
| Попис 1991.‍  | Попис 1991.‍  | Попис 1991.‍ | Попис 1991.‍ | Попис 1991.‍ |
| ------------ | ------------ | ----------- | ----------- | ----------- |
|              |              |             |             |             |
| Хрвати       | Хрвати       |             | 716         | 92,14%      |
| Срби         | Срби         |             | 29          | 3,73%       |
| Албанци      | Албанци      |             | 9           | 1,15%       |
| Југословени  | Југословени  |             | 5           | 0,64%       |
| Муслимани    | Муслимани    |             | 2           | 0,25%       |
| Мађари       | Мађари       |             | 1           | 0,12%       |
| Пољаци       | Пољаци       |             | 1           | 0,12%       |
| Словаци      | Словаци      |             | 1           | 0,12%       |
| неопредељени | неопредељени |             | 6           | 0,77%       |
| непознато    | непознато    |             | 7           | 0,90%       |
| укупно: 777  |              |             |             |             |